# Pierre Arditi
Pierre Marie Denis Arditi, född 1 december 1944 i Paris, är en fransk skådespelare.

## Utmärkelser
Arditi har bland annat vunnit två Césarpris som skådespelare.

## Roller (urval)
- 1980 – Min farbror från Amerika
- 1983 – La vie est un roman
- 1986 – Mélo
- 1993 – Smoking/No Smoking
- 1995 – Ryttare på taket
- 1997 – On connaît la chanson
- 1998 – Greven av Monte Cristo (TV-serie)
- 1999 – Apornas ö (röst)
- 2019 – La Belle Époque
- 2021 – Anklagelsen